# X-chromosomales lymphoproliferatives Syndrom
Ein X-chromosomales lymphoproliferatives Syndrom ist eine vererbbare Form eines Lymphoproliferativen Syndroms, und zwar eine akut letal oder chronisch verlaufende Mononukleose aufgrund einer gestörten Immunreaktion auf das Epstein-Barr-Virus.

## Unterteilung
Nach der genetischen Grundlage werden zwei Formen unterschieden:
- Typ I: Purtilo-Syndrom oder Duncan-Syndrom[2]

Der Erkrankung liegen Mutationen im SH2D1A-Gen an der Location Xq25 zugrunde, welches für das SLAM-assoziierte Protein (SAP) kodiert.
Die Bezeichnung bezieht sich auf den Autor der Erstbeschreibung von 1974 D. T. Purtilo.
Duncan ist der Name der beschriebenen Familie.
- Typ II: XIAP-Mangel[4]

Der Erkrankung liegen Mutationen gleichfalls an der Location Xq25, jedoch im XIAP-Gen zugrunde.

## Verbreitung
Die Häufigkeit wird mit unter 1 zu 1.000.000 angegeben, die Vererbung erfolgt beim Typ I  X-chromosomal-rezessiv.

## Klinische Erscheinungen
Klinische Kriterien sind:
chronischer Verlauf bei Überstehen der akuten Infektion mit Hypogammaglobulinämie, lymphatische Organinfiltration oder aplastische Anämie.
Hinzu können gelegentlich angeborene Fehlbildungen an Herz oder ZNS kommen.
Beim Typ II gilt die Splenomegalie als differenzierendes und klinisches Frühzeichen der Erkrankung.

## Diagnose
Die Diagnose kann bei Vorliegen nachstehender Auffälligkeiten gestellt werden:
Atypische Lymphozytose, fehlende Bildung von heterophilen Antikörpern sowie gegen Epstein-Barr-Virus-Capsid-Antigen, fehlende Bildung von Anti-EBNA.

## Behandlung
Die ursächliche Behandlung besteht in einer Knochenmarktransplantation.

## Prognose
Die Aussichten werden durch Komplikationen der Infektionen bestimmt.